# Consejería de Economía Sostenible, Sectores Productivos, Comercio y Trabajo de la Generalidad Valenciana
La Consejería de Economía Sostenible, Sectores Productivos, Comercio y Trabajo (oficialmente, en valenciano, Conselleria d'Economia Sostenible, Sectors Productius, Comerç i Treball) es una consejería o departamento del Consejo de la Generalidad Valenciana con las competencias en materia de economía, fomento de la ocupación y de la economía social, formación profesional ocupacional y continua, intermediación en el mercado laboral, industria, energía, turismo, comercio interior y exterior, ferias sectoriales y actividades promocionales, artesanía, consumo e investigación e innovación tecnológica.
Desde 2015, el Consejero de Economía Sostenible, Sectores Productivos, Comercio y Trabajo es Rafael Climent González.

## Estructura
La Consejería de Economía Sostenible, Sectores Productivos, Comercio y Trabajo de la Generalidad Valenciana se estructura en los siguientes órganos:
- La Subsecretaría
- La Secretaría Autonómica de Economía Sostenible, Sectores Productivos, Comercio y Consumo
  - La Dirección General de Economía Sostenible
  - La Dirección General de Emprendimiento y Cooperativismo
  - La Dirección General de Industria, Energía y Minas
  - La Dirección General de Internacionalización
  - La Dirección General de Comercio, Artesanía y Consumo
- La Secretaría Autonómica de Empleo
  - La Dirección General de LABORA-Servicio Valenciano de Empleo y Formación
  - La Dirección General de Trabajo, Bienestar y Seguridad Laboral
  - La Dirección del Instituto Valenciano de Seguridad y Salud en el Trabajo (INVASSAT)
  - La Dirección General de Empleo y Formación de LABORA-Servicio Valenciano de Empleo y Formación
  - La Dirección General de Planificación y Servicios de LABORA-Servicio Valenciano de Empleo y Formación

## Organismos adscritos
Diferentes organismos públicos situados dentro del territorio valenciano se encuentran adscritos a la Consejería de Economía Sostenible, Sectores Productivos, Comercio y Trabajo de la Generalidad Valenciana:
- Servicio Valenciano de Empleo y Formación (LABORA)
- Instituto Valenciano de Seguridad y Salud en el Trabajo (INVASSAT)
- Instituto Valenciano de Competitividad Empresarial (IVACE)
- Centro de Artesanía Comunidad Valenciana

## Organización territorial
Cada provincia valenciana dispone de una dirección territorial de la Consejería de Economía Sostenible, Sectores Productivos, Comercio y Trabajo, la cual se encarga de desarrollar los planes y programas de esta en el ámbito económico, comercial y laboral y de dirigir su actividad dentro de su jurisdicción. Por lo tanto, en el territorio valenciano hay tres direcciones territoriales de Economía Sostenible, Sectores Productivos, Comercio y Trabajo:
- Dirección territorial de Alicante
- Dirección territorial de Castellón
- Dirección territorial de Valencia

Además, cada dirección territorial dispone de tres servicios territoriales diferenciados:
- Servicio Territorial de Comercio y Consumo
- Servicio Territorial de Industria y Energía
- Servicio Territorial de Trabajo, Economía Social y Emprendimiento

## Consejeros
| Legislatura | Inicio                                                    | Fin | Titular                                                   | Partido                                                   |
| --- | --------------------------------------------------------- | --- | --------------------------------------------------------- | --------------------------------------------------------- |
| Preautonómica (1978-1982) |                                                           | |                                                           |                                                           |
| Consejería de Economía y Hacienda / Consejería de Industria y Comercio / Consejería de Trabajo                                                 |                                                           | |                                                           |                                                           |
| 10 de abril de 1978 | 30 de junio de 1979                                       | |                                                           |                                                           |
| 10 de abril de 1978 | 30 de junio de 1979                                       | Francisco Javier Aguirre de la Hoz (Economía y Hacienda)                                               | UCD                                                       |                                                           |
| 10 de abril de 1978 | 30 de junio de 1979                                       | Leonardo Ramón Sales (Industria y Comercio)                                                            | UCD                                                       |                                                           |
| 10 de abril de 1978 | 30 de junio de 1979                                       | Joan Lerma Blasco (Trabajo)                                                                            | PSPV-PSOE                                                 |                                                           |
| Consejería de Economía y Hacienda, Interior y Trabajo, Obras Públicas y Urbanismo y Turismo / Consejería de Industria y Comercio y Agricultura |                                                           | |                                                           |                                                           |
| 30 de junio de 1979 | 17 de diciembre de 1979                                   | Enric Monsonís Domingo (Economía y Hacienda, Interior y Trabajo, Obras Públicas y Urbanismo y Turismo) | UCD                                                       |                                                           |
| 30 de junio de 1979 | 17 de diciembre de 1979                                   | Leonardo Ramón Sales (Industria y Comercio y Agricultura)                                              | UCD                                                       |                                                           |
| Consejería de Economía y Hacienda e Interior / Consejería de Trabajo / Consejería de Industria y Comercio y Agricultura                        |                                                           | |                                                           |                                                           |
| 17 de diciembre de 1979 | 15 de junio de 1981                                       | Enric Monsonís Domingo (Economía y Hacienda e Interior / Trabajo)                                      | UCD                                                       |                                                           |
| 17 de diciembre de 1979 | 15 de junio de 1981                                       | Leonardo Ramón Sales (Industria y Comercio y Agricultura)                                              | UCD                                                       |                                                           |
| 15 de junio de 1981 | 15 de septiembre de 1981                                  | Enric Monsonís Domingo (Economía y Hacienda e Interior)                                                | UCD                                                       |                                                           |
| 15 de junio de 1981 | 15 de septiembre de 1981                                  | Leonardo Ramón Sales (Industria y Comercio y Agricultura)                                              | UCD                                                       |                                                           |
| 15 de junio de 1981 | 15 de septiembre de 1981                                  | José Peris Soler (Trabajo)                                                                             | UCD                                                       |                                                           |
| Consejería de Economía, Comercio e Industria / Consejería de Trabajo                                                                           |                                                           | |                                                           |                                                           |
| 15 de septiembre de 1981 | 11 de agosto de 1982                                      | Segundo Bru Parra (Economía, Comercio e Industria)                                                     | PSPV-PSOE                                                 |                                                           |
| 15 de septiembre de 1981 | 11 de agosto de 1982                                      | Ángel Luna González (Trabajo)                                                                          | PSPV-PSOE                                                 |                                                           |
| Transición (1982-1983) |                                                           | |                                                           |                                                           |
| 11 de agosto de 1982 | 30 de noviembre de 1982                                   | Segundo Bru Parra (Economía, Comercio e Industria)                                                     | PSPV-PSOE                                                 |                                                           |
| 11 de agosto de 1982 | 30 de noviembre de 1982                                   | Ángel Luna González (Trabajo)                                                                          | PSPV-PSOE                                                 |                                                           |
| Consejería de Sanidad, Trabajo y Seguridad Social / Consejería de Comercio e Industria                                                         |                                                           | |                                                           |                                                           |
| 1 de diciembre de 1982 | 28 de junio de 1983                                       | Segundo Bru Parra (Comercio e Industria)                                                               | PSPV-PSOE                                                 |                                                           |
| 1 de diciembre de 1982 | 28 de junio de 1983                                       | Ángel Luna González (Sanidad, Trabajo y Seguridad Social)                                              | PSPV-PSOE                                                 |                                                           |
| I (1983-1987) |                                                           | |                                                           |                                                           |
| Consejería de Economía y Hacienda / Consejería de Industria, Comercio y Turismo / Consejería de Sanidad, Seguridad Social y Trabajo            |                                                           | |                                                           |                                                           |
| 28 de junio de 1983 | 23 de julio de 1985                                       | Antonio Birlanga Casanova (Economía y Hacienda)                                                        | PSPV-PSOE                                                 |                                                           |
| 28 de junio de 1983 | 23 de julio de 1985                                       | Segundo Bru Parra (Industria, Comercio y Turismo)                                                      | PSPV-PSOE                                                 |                                                           |
| 28 de junio de 1983 | 23 de julio de 1985                                       | Miguel Ángel Millana Sansaturio (Sanidad, Seguridad Social y Trabajo)                                  | PSPV-PSOE                                                 |                                                           |
| Consejería de Economía y Hacienda / Consejería de Industria, Comercio y Turismo / Consejería de Trabajo y Seguridad Social                     |                                                           | |                                                           |                                                           |
| 24 de julio de 1985 | 22 de febrero de 1987                                     | |                                                           |                                                           |
| 24 de julio de 1985 | 22 de febrero de 1987                                     | Antonio Birlanga Casanova (Economía y Hacienda)                                                        | PSPV-PSOE                                                 |                                                           |
| 24 de julio de 1985 | 22 de febrero de 1987                                     | Segundo Bru Parra (Industria, Comercio y Turismo)                                                      | PSPV-PSOE                                                 |                                                           |
| 24 de julio de 1985 | 22 de febrero de 1987                                     | Miguel Doménech Pastor (Trabajo y Seguridad Social)                                                    | PSPV-PSOE                                                 |                                                           |
| 23 de febrero de 1987 | 27 de julio de 1987                                       | |                                                           |                                                           |
| 23 de febrero de 1987 | 27 de julio de 1987                                       | Antonio Birlanga Casanova (Economía y Hacienda)                                                        | PSPV-PSOE                                                 |                                                           |
| 23 de febrero de 1987 | 27 de julio de 1987                                       | Andrés García Reche (Industria, Comercio y Turismo)                                                    | PSPV-PSOE                                                 |                                                           |
| 23 de febrero de 1987 | 27 de julio de 1987                                       | Miguel Doménech Pastor (Trabajo y Seguridad Social)                                                    | PSPV-PSOE                                                 |                                                           |
| II (1987-1991) |                                                           | |                                                           |                                                           |
| 27 de julio de 1987 | 16 de julio de 1991                                       | Antonio Birlanga Casanova (Economía y Hacienda)                                                        | PSPV-PSOE                                                 |                                                           |
| 27 de julio de 1987 | 16 de julio de 1991                                       | Andrés García Reche (Industria, Comercio y Turismo)                                                    | PSPV-PSOE                                                 |                                                           |
| 27 de julio de 1987 | 16 de julio de 1991                                       | Miguel Doménech Pastor (Trabajo y Seguridad Social)                                                    | PSPV-PSOE                                                 |                                                           |
| III (1991-1995) |                                                           | |                                                           |                                                           |
| Consejería de Economía y Hacienda / Consejería de Industria, Comercio y Turismo / Consejería de Trabajo y Asuntos Sociales                     |                                                           | |                                                           |                                                           |
| 16 de julio de 1991 | 11 de julio de 1993                                       | Antonio Birlanga Casanova (Economía y Hacienda)                                                        | PSPV-PSOE                                                 |                                                           |
| 16 de julio de 1991 | 11 de julio de 1993                                       | Andrés García Reche (Industria, Comercio y Turismo)                                                    | PSPV-PSOE                                                 |                                                           |
| 16 de julio de 1991 | 11 de julio de 1993                                       | Martín Sevilla Jiménez (Trabajo y Asuntos Sociales)                                                    | PSPV-PSOE                                                 |                                                           |
| 12 de julio de 1993 | 6 de julio de 1995                                        | Aurelio Martínez Estévez (Economía y Hacienda)                                                         | PSPV-PSOE                                                 |                                                           |
| 12 de julio de 1993 | 6 de julio de 1995                                        | Martín Sevilla Jiménez (Industria, Comercio y Turismo)                                                 | PSPV-PSOE                                                 |                                                           |
| 12 de julio de 1993 | 6 de julio de 1995                                        | Francisco Javier Sanahuja Sanchís (Trabajo y Asuntos Sociales)                                         | PSPV-PSOE                                                 |                                                           |
| IV (1995-1999) |                                                           | |                                                           |                                                           |
| Consejería de Economía y Hacienda / Consejería de Industria y Comercio / Consejería de Trabajo y Asuntos Sociales                              |                                                           | |                                                           |                                                           |
| 6 de julio de 1995 | 24 de febrero de 1997                                     | José Luis Olivas Martínez (Economía y Hacienda)                                                        | PPCV                                                      |                                                           |
| 6 de julio de 1995 | 24 de febrero de 1997                                     | Diego Such Pérez (Industria y Comercio)                                                                | PPCV                                                      |                                                           |
| 6 de julio de 1995 | 24 de febrero de 1997                                     | José Sanmartín Esplugues (Trabajo y Asuntos Sociales)                                                  | PPCV                                                      |                                                           |
| Consejería de Economía, Hacienda y Administración Pública / Consejería de Empleo, Industria y Comercio                                         |                                                           | |                                                           |                                                           |
| 24 de febrero de 1997 | 23 de julio de 1999                                       | José Luis Olivas Martínez (Economía, Hacienda y Administración Pública)                                | PPCV                                                      |                                                           |
| 24 de febrero de 1997 | 23 de julio de 1999                                       | Diego Such Pérez (Empleo, Industria y Comercio)                                                        | PPCV                                                      |                                                           |
| V (1999-2003) |                                                           | |                                                           |                                                           |
| Consejería de Economía y Hacienda / Consejería de Industria y Comercio / Consejería de Empleo                                                  |                                                           | |                                                           |                                                           |
| 23 de julio de 1999 | 22 de mayo de 2000                                        | Vicente Rambla Momplet (Economía y Hacienda)                                                           | PPCV                                                      |                                                           |
| 23 de julio de 1999 | 22 de mayo de 2000                                        | Fernando Vicente Castelló Boronat (Industria y Comercio)                                               | PPCV                                                      |                                                           |
| 23 de julio de 1999 | 22 de mayo de 2000                                        | Rafael Blasco Castany (Empleo)                                                                         | PPCV                                                      |                                                           |
| Consejería de Economía, Hacienda y Empleo / Consejería de Industria y Comercio                                                                 |                                                           | |                                                           |                                                           |
| 22 de mayo de 2000 | 30 de octubre de 2001                                     | Vicente Rambla Momplet (Economía, Hacienda y Empleo)                                                   | PPCV                                                      |                                                           |
| 22 de mayo de 2000 | 30 de octubre de 2001                                     | Fernando Vicente Castelló Boronat (Industria y Comercio)                                               | PPCV                                                      |                                                           |
| Consejería de Economía, Hacienda y Empleo / Consejería de Innovación y Competitividad                                                          |                                                           | |                                                           |                                                           |
| 30 de octubre de 2001 | 25 de julio de 2002                                       | Vicente Rambla Momplet (Economía, Hacienda y Empleo)                                                   | PPCV                                                      |                                                           |
| 30 de octubre de 2001 | 25 de julio de 2002                                       | Fernando Vicente Castelló Boronat (Innovación y Competitividad)                                        | PPCV                                                      |                                                           |
| Consejería de Economía, Hacienda y Empleo / Consejería de Industria, Comercio y Energía                                                        |                                                           | |                                                           |                                                           |
| 25 de julio de 2002 | 21 de junio de 2003                                       | Vicente Rambla Momplet (Economía, Hacienda y Empleo)                                                   | PPCV                                                      |                                                           |
| 25 de julio de 2002 | 21 de junio de 2003                                       | Fernando Vicente Castelló Boronat (Industria, Comercio y Energía)                                      | PPCV                                                      |                                                           |
| VI (2003-2007) |                                                           | |                                                           |                                                           |
| Consejería de Economía, Hacienda y Empleo / Consejería de Industria, Comercio y Turismo                                                        |                                                           | |                                                           |                                                           |
| 21 de junio de 2003 | 27 de agosto de 2004                                      | Gerardo Camps Devesa (Economía, Hacienda y Empleo)                                                     | PPCV                                                      |                                                           |
| 21 de junio de 2003 | 27 de agosto de 2004                                      | Miguel Peralta Viñes (Industria, Comercio y Turismo)                                                   | PPCV                                                      |                                                           |
| Consejería de Economía, Hacienda y Empleo |                                                           | |                                                           |                                                           |
| 27 de agosto de 2004 | 29 de junio de 2007                                       | Gerardo Camps Devesa                                                                                   | PPCV                                                      |                                                           |
| VII (2007-2011) |                                                           | |                                                           |                                                           |
| Consejería de Economía, Hacienda y Empleo / Consejería de Industria, Comercio e Innovación                                                     |                                                           | |                                                           |                                                           |
| 29 de junio de 2007 | 31 de agosto de 2009                                      | Gerardo Camps Devesa (Economía, Hacienda y Empleo)                                                     | PPCV                                                      |                                                           |
| 29 de junio de 2007 | 31 de agosto de 2009                                      | Belén Juste Picón (Industria, Comercio e Innovación)                                                   | PPCV                                                      |                                                           |
| 31 de agosto de 2009 | 22 de junio de 2011                                       | Gerardo Camps Devesa (Economía, Hacienda y Empleo)                                                     | PPCV                                                      |                                                           |
| 31 de agosto de 2009 | 22 de junio de 2011                                       | Vicente Rambla Momplet (Industria, Comercio e Innovación)                                              | PPCV                                                      |                                                           |
| VIII (2011-2015) |                                                           | |                                                           |                                                           |
| Consejería de Economía, Industria y Comercio / Consejería de Educación, Formación y Empleo                                                     |                                                           | |                                                           |                                                           |
| 22 de junio de 2011 | 30 de diciembre de 2011                                   | Enrique Verdeguer Puig (Economía, Industria y Comercio)                                                | PPCV                                                      |                                                           |
| 22 de junio de 2011 | 30 de diciembre de 2011                                   | José Císcar Bolufer (Educación, Formación y Empleo)                                                    | PPCV                                                      |                                                           |
| 30 de diciembre de 2011 | 20 de enero de 2012                                       | Enrique Verdeguer Puig (Economía, Industria y Comercio)                                                | PPCV                                                      |                                                           |
| 30 de diciembre de 2011 | 20 de enero de 2012                                       | María José Català Verdet (Educación, Formación y Empleo)                                               | PPCV                                                      |                                                           |
| 20 de enero de 2012 | 7 de diciembre de 2012                                    | Máximo Buch Torralva (Economía, Industria y Comercio)                                                  | PPCV                                                      |                                                           |
| 20 de enero de 2012 | 7 de diciembre de 2012                                    | María José Català Verdet (Educación, Formación y Empleo)                                               | PPCV                                                      |                                                           |
| Consejería de Economía, Industria, Turismo y Empleo                                                                                            |                                                           | |                                                           |                                                           |
| 7 de diciembre de 2012 | 26 de junio de 2015                                       | Máximo Buch Torralva                                                                                   | PPCV                                                      |                                                           |
| IX (2015-2019) |                                                           | |                                                           |                                                           |
| Consejería de Economía Sostenible, Sectores Productivos, Comercio y Trabajo                                                                    |                                                           | |                                                           |                                                           |
| 29 de junio de 2015 | 16 de junio de 2019                                       | Rafael Climent González                                                                                | Compromís                                                 |                                                           |
| X (2019-2023) |                                                           | Rafael Climent González                                                                                | Compromís                                                 |                                                           |
| 17 de junio de 2019 | 19 de julio de 2023                                       | Rafael Climent González                                                                                | Compromís                                                 |                                                           |
| XI (2023-) | Consejería de Hacienda, Economía y Administración Pública | Consejería de Hacienda, Economía y Administración Pública                                              | Consejería de Hacienda, Economía y Administración Pública | Consejería de Hacienda, Economía y Administración Pública |
| XI (2023-) | 19 de julio de 2023                                       | En el cargo                                                                                            | Ruth María Merino Peña                                    | PPCV                                                      |